# John Davis (amerikansk fotboll)
John Leonard Davis, född 14 maj 1973 i Jasper i Texas, är en före detta amerikansk utövare av amerikansk fotboll (tight end), som spelade för Tampa Bay Buccaneers, Minnesota Vikings och Chicago Bears i National Football League.
Davis skrev 1995 på sitt första NFL-kontrakt med Dallas Cowboys och slog sedan igenom 1997-1999 i Tampa Bay. I Minnesota Vikings stannade han för en säsong och NFL-karriären avslutade han i Chicago Bears.